# ميلان-سان ريمو 2015
ميلان-سان ريمو 2015 هو سباق دراجات هوائية أقيم بتاريخ 22 مارس 2015، تكون السباق من مرحلة واحدة وامتدّ لمسافة 293 كم بسرعة 43.3 كم/س، استغرق السباق 6hr 46 دقيقة 16 ثانية. فاز به الألماني جون ديجينكولب وحلّ ثانيا النرويجي ألكسندر كريستوف بينما حصل على المركز الثالث الأسترالي مايكل ماثيوز.

## الترتيب
| م                     | الدرّاج          | البلد    | الزمن                 |
| --------------------- | --------------- | -------- | --------------------- |
| الفائز بالترتيب العام | جون ديجينكولب   | ألمانيا  | 6hr 46 دقيقة 16 ثانية |
| الثاني                | ألكسندر كريستوف | النرويج  |                       |
| الثالث                | مايكل ماثيوز    | أستراليا |                       |

## وصلات خارجية
- ميلان-سان ريمو 2015 على موقع إحصائيات الدراجات الإحترافية (الإنجليزية)
- الموقع الرسمي